# Pietro Sambi
 Pietro Sambi  (Sogliano al Rubicone, 27 de junio de 1938 - Baltimore, 27 de julio de 2011) fue Arzobispo titular de Belcastro. Cubrió las nunciaturas de Burundi, Indonesia, Chipre, Israel y Estados Unidos y fue también Observador permanente de la Santa Sede ante la Organización de los Estados Americanos.